# لانه‌کن هیسپانیولا
لانه‌کن هیسپانیولا (نام علمی: Priotelus roseigaster) نام یک گونه از سرده لانه‌کن‌های کارائیبی است.